# Michael Söderlund
Jack Rikard Milton (Uppsala, 22 giugno 1965) è un ex nuotatore svedese, vincitore della medaglia di bronzo con la staffetta 4x100 metri stile libero ai Giochi olimpici di Los Angeles 1984, nuotando solo in batteria.
Negli stessi Giochi fece parte anche della staffetta 4x200 metri stile libero classificandosi sesto e della staffetta 4x100 mista che arrivò quinta, oltre a gareggiare anche nei 200 metri dorso in cui chiuse le batteria col quindicesimo tempo accedendo alla Finale B dove si classificò terzo.
Quattro anni prima venne convocato per i Giochi di Mosca 1980 finendo ai piedi del podio con la staffetta 4x200 metri stile libero e chiuse al sesto e al decimo posto rispettivamente nei 200 metri e nei 100 metri dorso.
La sua ultima presenza ai giochi risale a Seul 1988 con il sesto posto con la staffetta 4x200 metri stile libero.
Tra il 19 marzo 1989 ed il 7 luglio 1993 ha detenuto il record mondiale nella staffetta 4x100 metri stile libero, specialità nella quale ha detenuto anche il record europeo  dal 14 dicembre 1986 al 13 dicembre 1987 e dal 19 marzo 1989 al 1° aprile 1999.

## Palmarès
- Giochi olimpici

Los Angeles 1984: bronzo nella staffetta 4x100 metri stile libero.
- Campionati mondiali di nuoto

Guyaquil 1982: bronzo nella staffetta 4x100 metri stile libero.
- Campionati europei di nuoto

Spalato 1981: argento nei 200 metri stile libero, bronzo nella staffetta 4x200 stile libero.
Sofia 1985: argento nella staffetta 4x200 stile libero, bronzo nella staffetta 4x100 stile libero.
Strasburgo 1987: bronzo nella staffetta 4x200 stile libero.